# ESO 269-57
A galáxia ESO 269-57 é uma grande galáxia espiral localizada a cerca de 150 milhões de anos-luz de distância  em relação a Terra, na constelação de Centaurus. Faz parte do grupo de galáxias conhecido como LGG 342.

## Características
ESO 269-57 possui um diâmetro de cerca de 200.000 anos-luz, com um anel interno de gás e poeira cósmica em torno de seu centro brilhante. O anel é composto de vários braços espirais conectados. Ao redor do anel interno, existem dois braços externos, que são regiões propícias para a formação estelar.

## Descobertas
Em 3 de março de 1992, uma supernova do tipo Ia, apelidada como SN1992K, foi detectada nos anéis externos da galáxia.